# Valeriano Weyler

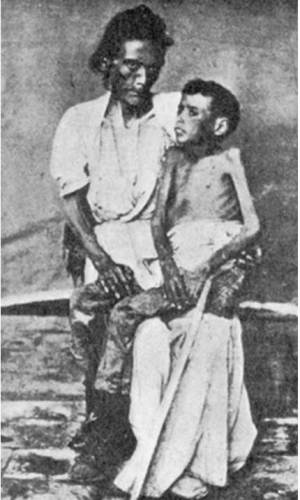
Slachtoffers van de "reconcentrado" in Cuba

Valeriano Weyler y Nicolau (Palma, 17 september 1838 - Madrid, 20 oktober 1930) was een Spaanse militair die diende als gouverneur-generaal van de Filipijnen en Cuba en later als minister van Oorlog van Spanje.

## Vroege leven en carrière
Weyler werd geboren in 1838 in Palma op het eiland Majorca. Zijn verre voorouders kwamen uit Pruisen en verschillende generaties dienden in het Spaanse leger. Weyler besloot ook het leger in te gaan, mede onder invloed van zijn vader, een militaire arts.
Op 16-jarige leeftijd studeerde hij af aan de infanterieschool van Toledo. Hij maakte carrière en bereikte vier jaar later de rang van luitenant. In 1861 werd hij bevorderd tot kapitein. In 1863 vertrok hij naar Cuba. In de Tienjarige Oorlog (1868–1878) klom hij op tot kolonel en diende onder generaal Arsenio Martínez Campos. Zijn acties leverde hem de Orde van de Heilige Ferdinand op. Halverwege deze oorlog keerde hij terug naar Spanje en streed tegen de carlisten in de Derde Carlistenoorlog in 1873. In 1878 werd hij bevorderd tot generaal.
Van 1878 tot 1883 was hij kapitein-generaal van de Canarische Eilanden. In 1888 werd Weyler benoemd tot gouverneur-generaal van de Filipijnen. In 1895 verdiende hij het Grootkruis van Maria Christina voor zijn activiteiten in deze archipel. Hij drukte een opstand van Tagalogs de kop in en leidde een offensief tegen de Moro's in Mindanao.
In 1892 keerde hij terug in Spanje. In het noorden van Spanje was het onrustig en hij slaagde erin met zijn manschappen de rust te herstellen.

## Cuba
Op het hoogtepunt van de Cubaanse Onafhankelijkheidsoorlog werd hij in 1897 weer naar Cuba gestuurd. Deze keer als gouverneur-generaal met uitgebreide bevoegdheden om de opstand te onderdrukken. Met zijn standaard militaire aanpak had hij weinig succes in de strijd tegen de guerrilla’s en hij veranderde zijn methode.
Hij werd geconfronteerd met dezelfde ervaring als andere generaals. De vijand sloeg toe, maar ging daarna onzichtbaar op in de bevolking. Daarom werden de burgers gedwongen te verhuizen naar steden, waar ze in kampen werden opgesloten. Tegen het einde van 1897 waren meer dan 300.000 mannen, vrouwen en kinderen gedwongen te verhuizen. Door de ontvolking van het platteland, de vernietiging van de gewassen en het vee kregen de rebellen niet langer de steun voor hun strijd.
Zijn beleid van "reconcentrado" was succesvol, het sneed de rebellen af van voedsel, maar tegen hoge humanitaire kosten. De reconcentrados waren in kampen ondergebracht waar belangrijke voorzieningen ontbraken. Ze leden zwaar onder honger en ziekte en schattingen van het aantal doden liggen tussen de 150.000 tot 400.000. De Spaanse conservatieve regering steunde het beleid van Weyler, maar de liberalen waren felle tegenstanders. In augustus 1897 werd de Spaanse premier Antonio Cánovas del Castillo vermoord en zijn liberale opvolger Práxedes Mateo Sagasta riep Weyler terug uit Cuba en de meer verzoenende generaal Ramón Blanco y Erenas nam zijn taak over. In de Amerikaanse pers werd veel aandacht besteed aan het leed van de Cubaanse burgerbevolking en Weyler stond in de Verenigde Staten bekend als “The Butcher”. De golf van negatieve publiciteit leidde mede tot een Amerikaanse oorlogsverklaring in 1898 tegen Spanje, zo'n twee maanden na de explosie op de USS Maine in de haven van Havana.

## Terug in Spanje
Terug in Spanje werd hij drie keer aangesteld als minister van Oorlog (maart 1901–december 1902, juli tot december 1905, december 1906–januari 1907). In latere jaren werd hij stafchef van het leger in twee afzonderlijke termijnen (1916–1922, 1923–1925). In 1926 werd hij aangeklaagd en gevangengezet wegens verzet tegen de militaire dictator Miguel Primo de Rivera. Hij stierf in Madrid op 20 oktober 1930.